# Zlín
|  | For fodboldklubben, se FC Trinity Zlín |
Zlín er en by i det sydøstlige Tjekkiet med 74.255(2024) indbyggere. Byen ligger i regionen, der ligeledes hedder Zlín, tæt ved grænsen til nabolandet Slovakiet.